# NGC 2459
NGC 2459 – grupa gwiazd znajdująca się gwiazdozbiorze Małego Psa, klasyfikowana jako gromada otwarta lub asteryzm. Odkrył ją William Herschel 26 grudnia 1785 roku. Grupa ta znajduje się w odległości ok. 4,2 tys. lat świetlnych od Słońca oraz 31,4 tys. lat świetlnych od centrum Galaktyki.